# خری کنتمان
خری کنتمان (هلندی: Gerrie Knetemann; ۶ مارس ۱۹۵۱ – ۲ نوامبر ۲۰۰۴) دوچرخه‌سوار اهل هلند بود.
از باشگاه‌هایی که در آن رکاب زده‌است می‌توان به تی‌آی-رالی، تیم دوچرخه‌سواری مرسیه، و تیم دوچرخه‌سواری پی‌دی‌ام اشاره کرد.
وی در مسابقات کشوری و بین‌المللی در مجموع برندهٔ ۱ مدال طلا شده‌است.